# Янков, Александр
Александр Димов Янков (болг. Александър Димов Янков; 22 июня 1924, Бургас, Болгария — 18 октября 2019) — специалист в области международного права, доктор, профессор, судья Международного трибунала ООН по морскому праву (МТМП ООН).

## Работа
- судья Международного трибунала ООН по морскому праву (МТМП ООН)

Член Трибунала с 1 октября 1996 года
Переизбран 1 октября 2002
- с 1973 по н.в. — Президент Болгарской ассоциации международного права.
- с 2000 по 2009 — член Специальной палаты по консервации и рациональному использованию косяков меч-рыбы в Юго-Восточном Тихом океане (МТМП ООН).
- с 1999 по 2002 — президент Палаты споров по окружающей морской среде (МТМП ООН).
- с 1971 по 1998 — судья Постоянной палаты третейского суда (ППТС).
- с 1989 по 1990 — министр науки и высшего образования Болгарии.
- с 1971 по 1987 — судья Арбитражного суда при Торгово-промышленной палате Болгарии.
- с 1969 по 1998 — вице-председатель Национального океанографического комитета Болгарии.
- с 1976 по 1980 — заместитель министра иностранных дел Болгарии, посол, постоянный представитель Болгарии в ООН (Нью-Йорк).
- с 1972 по 1976 — посол Болгарии в Соединённом Королевстве Великобритании и Северной Ирландии.

### Преподавательская работа
- с 1968 по н.в. — профессор международного права в Софийском университете.
- с 1980 по 1989 — глава департамента международного права в Софийском университете.
- с 1988 по 1989 — глава секции международного права в Болгарской академии наук.
- с 1988 по 1991 — вице-президент, ответственный за социальные, политические и юридические исследования в Болгарской академии наук.

## Почётные звания
- Почётный гражданин города Бургас.
- Доктор юриспруденции (honoris causa)

## Образование
- Выпускник юридического факультета Софийского университета (1951 год)
- Ph.D. международного права Софийского университета (1963 год)
- Доктор BURGAS FREE UNIVERSITY (1999 год)